# Сила упругости
Си́ла упру́гости  — сила, возникающая в теле в результате деформации и стремящаяся вернуть его в исходное (начальное) состояние. Служит одним из примеров возвращающей силы.
Сила упругости имеет электромагнитную природу, являясь макроскопическим проявлением межмолекулярного взаимодействия. Направление вектора этой силы противоположно направлению деформации тела (смещению его молекул). Если исчезает деформация тела, то исчезает и сила упругости. Энергия упругих деформаций является потенциальной. При малых деформациях величина силы упругости часто пропорциональна величине деформации, а энергия зависит от деформации квадратично.
В Международной системе единиц (СИ) сила упругости, так же, как и все другие силы, измеряется в ньютонах (русское обозначение: Н; международное: N).

## Малые деформации. Закон Гука
Предположим, что один конец (для определённости левый) некоторого физического тела закреплён, а положение другого конца изменяется вдоль направления {\displaystyle x}. Телом может быть пружина, но это не обязательно. 
В простейшем случае одномерных малых упругих деформаций формула для силы упругости имеет вид
{\displaystyle {\vec {F}}_{\text{упр.}}=-kx{\vec {e}}_{x}}
или, без векторных обозначений,
{\displaystyle F_{\text{упр.}}=-kx},
где {\displaystyle {\vec {F}}_{\text{упр.}}} — сила упругости, {\displaystyle k} — коэффициент упругости (жёсткость) тела, {\displaystyle x} — координата правого конца, она же величина деформации (здесь {\displaystyle x=0} отвечает равновесию, {\displaystyle x>0} — растяжению, {\displaystyle x<0} — сжатию), {\displaystyle {\vec {e}}_{x}} — единичный вектор в направлении оси {\displaystyle x}. Вместо {\displaystyle x} для деформации могут применяться обозначения {\displaystyle \Delta x} или {\displaystyle \Delta l}. Фактор жёсткости {\displaystyle k} зависит от формы и размеров тела, а также от материала, из которого оно изготовлено.
В словесной формулировке закон Гука звучит следующим образом:
Сила упругости, возникающая при деформации тела, прямо пропорциональна удлинению и направлена противоположно направлению перемещения частиц тела относительно других частиц при деформации.
Сила упругости способна обеспечить реализацию колебательного процесса в той или иной системе, например в пружинном маятнике, при малых деформациях его колебания будут гармоническими.

## Нелинейные деформации
При увеличении величины деформации закон Гука перестаёт действовать, сила упругости начинает сложным образом зависеть от величины растяжения или сжатия.
При этом во всех случаях {\displaystyle F} является возрастающей (хотя и уже не линейной) функцией величины деформации {\displaystyle \Delta l}, как в режимах растяжения, так и в режимах сжатия.

## Упругая vs. возвращающая сила
Сила упругости являет собой важнейший пример возвращающей силы, стремящейся вернуть отклонённые от положения покоя тело или материальную точку в исходное положение. 
Иногда «сила упругости» и «возвращающая сила» синонимизируются, что не вполне корректно, поскольку «возвращающими» могут быть и другие силы, не обусловленные деформацией. Так, в математическом маятнике возвращающей силой выступает {\displaystyle F=-(mg/l)\cdot x} (где {\displaystyle m} — масса, {\displaystyle l} — длина маятника, {\displaystyle g} — ускорение свободного падения, а {\displaystyle x} — горизонтальная координата в плоскости качания; {\displaystyle x=0} — положение равновесия). В случае колебаний отрицательного заряда {\displaystyle q} около средней плоскости положительно заряженного плоскопараллельного слоя будет {\displaystyle F=-(|q|\rho /\varepsilon _{0}\varepsilon )\cdot x} (где {\displaystyle \varepsilon _{0}\varepsilon } — диэлектрическая проницаемость слоя, {\displaystyle \rho } — плотность заряда слоя, а {\displaystyle x} — координата вдоль перпендикулярного слою направления).